# Carnaxide
Carnaxide ist eine portugiesische Kleinstadt (Vila), die zum Kreis von Oeiras gehört. Das Stadtgebiet umfasst 6,5 km². Die Einwohnerzahl beträgt 25.956 (Stand 30. Juni 2011). Damit ist die Bevölkerungsdichte mit 3988 Einw./km² zu beziffern. Carnaxide wurde im Jahre 1991 zur Kleinstadt erhoben. Schutzheiliger ist der Heilige Roman (Sankt Roman, São Romão).

## Persönlichkeiten
In Carnaxide wurden der Sportschütze Armando Marques (* 1937) und der Diplomat João Mira Gomes (* 1959) geboren. Der Journalist Fernando Magalhães wurde 2013 hier beigesetzt.